# Rocky Mountain Airways
Rocky Mountain Airways  war eine Fluggesellschaft mit Sitz in Denver, Colorado in den Vereinigten Staaten.

## Geschichte
Die Fluggesellschaft wurde 1963 von Gordon Autry als Vail Airways gegründet. Die Fluggesellschaft führte den Namen „Rocky Mountain Airways“ 1968 ein, kurz nachdem der Flug nach Aspen eingeführt wurde. Die Fluggesellschaft flog vom Stapleton International Airport in Denver zu verschiedenen Zielen in Colorado.
Das ursprüngliche von Vail Airways betriebene Flugzeug war eine Cessna 310, gefolgt von Rockwell Aero Commander. Im Jahr 1969 expandierte Rocky Mountain Airways mit der de Havilland Canada DHC-6 Twin Otter für 19 Passagiere. Am 3. Februar 1978 erhielt Rocky Mountain Airways als weltweiter Erstkunde die Lieferung des größeren, 50 Passagiere fassenden viermotorigen Turbopropflugzeugs de Havilland Canada DHC-7 Dash 7-102.
Eine der Hauptrouten für die Fluggesellschaft war Aspen – Denver, welche bis 1989 (als Continental Express) geflogen wurde.
Andere wichtige Ziele, die angeflogen wurden:
- Von 1979 bis 1986 bediente die Fluggesellschaft den Flughafen Pueblo in Colorado.[4][5]
- Im Jahr 1979 und von 1981 bis 1991 flog sie nach Durango, Colorado als Zwischenstopp am Weg nach Denver.[6][7]
- Ab dem Jahr 1985 flog Rocky Mountain Airways als Continental Express im Auftrag der Continental Airlines den Telluride Regional Airport in Colorado an.[8]
- Im selben Jahr wurde auch der Betrieb entlang der Route Denver – Scottsbluff, Nebraska – North Platte, Nebraska – Grand Island – Lincoln – Omaha, aufgenommen. Die Route ist auch als River Route bekannt, da sie hauptsächlich Städte entlang des Platte River bedient.[9][10]
- Ebenfalls 1985 führte Rocky Mountain Airways Flüge vom Flughafen Steamboat Springs nach Denver durch.[11]

Rocky Mountain Airways wurde 1986 an Texas Air Corporation/Continental Airlines verkauft. Die Marke wurde 1990 eingestellt.

## Flotte
Die Fluggesellschaft setzte folgende Flugzeugtypen ein:
- Cessna 310
- Rockwell Aero Commander
- de Havilland Canada DHC-6 Twin Otter
- de Havilland Canada DHC-7 Dash 7-102
- ATR 42-320[12]